# Пятиугольное число

Геометрическое представление первых пятиугольных чисел

Пятиугольные числа — один из классов классических многоугольных чисел. Последовательность пятиугольных чисел имеет вид (последовательность A000326 в OEIS):
1, 5, 12, 22, 35, 51, 70, 92, 117, 145, 176, 210, 247, 287, 330, 376, 425, 477…
Общая формула для {\displaystyle n}-го по порядку пятиугольного числа:
{\displaystyle P_{n}^{(5)}={\frac {3n^{2}-n}{2}}}

## Определение
Пятиугольные числа, как и все прочие классические {\displaystyle k}-угольные числа,  можно определить как частичные суммы арифметической прогрессии, которая начинается с 1, а разность её для пятиугольных чисел равна {\displaystyle k-2=3}:
{\displaystyle 1+4+7+10+\dots }
Можно также определить {\displaystyle n}-е пятиугольное число как сумму последовательных натуральных чисел:
{\displaystyle P_{n}^{(5)}=n+(n+1)+(n+2)+(n+3)+\dots +(2n-1)}
Сумма {\displaystyle n}-го квадратного числа с {\displaystyle (n-1)}-м треугольным числом даёт {\displaystyle n}-е пятиугольное число:
{\displaystyle n^{2}+T_{n-1}=P_{n}^{(5)}}
Эта теорема была впервые опубликована Никомахом («Введение в арифметику», II век).
Наконец, ещё один способ определения пятиугольного числа — рекурсивный:
{\displaystyle P_{1}^{(5)}=1;\quad P_{n}^{(5)}=P_{n-1}^{(5)}+3n-2=2P_{n-1}^{(5)}-P_{n-2}^{(5)}+3}

## Свойства
Пятиугольные числа тесно связаны с треугольными:
{\displaystyle P_{n}^{(5)}={\frac {n(3n-1)}{2}}=T_{n-1}+n^{2}=T_{n}+2T_{n-1}=T_{2n-1}-T_{n-1}={\frac {1}{3}}T_{3n-1}}
Если в формуле {\textstyle {\frac {n(3n-1)}{2}}} указать для {\displaystyle n} более общую последовательность:
{\displaystyle n=0,\;1,\;-1,\;2,\;-2,\;3,\;-3\dots }
то получатся обобщённые пятиугольные числа:
0, 1, 2, 5, 7, 12, 15, 22, 26, 35, 40, 51, 57, 70, 77, 92, 100, 117, 126, 145, 155...  (последовательность A001318 в OEIS)
Леонард Эйлер обнаружил обобщённые пятиугольные числа в следующем тождестве:
{\displaystyle (1-x)(1-x^{2})(1-x^{3})\ldots =1-x-x^{2}+x^{5}+x^{7}-x^{12}-x^{15}+x^{22}+x^{26}-x^{35}-x^{40}+\ldots }
Степени {\displaystyle x} в правой части тождества образуют последовательность обобщённых пятиугольных чисел.

## Проверка на пятиугольное число
Задача. Выяснить, является ли заданное натуральное число {\displaystyle x>2} пятиугольным.
Решение. Вычислим значение выражения:
{\displaystyle n={\frac {{\sqrt {24x+1}}+1}{6}}.}
{\displaystyle x} является пятиугольным числом тогда и только тогда, когда {\displaystyle n} — целое число, причём номер {\displaystyle x} в последовательности пятиугольных чисел равен {\displaystyle n.}

## Квадратные пятиугольные числа
Существуют числа, одновременно квадратные и пятиугольные:
0, 1, 9801, 94109401, 903638458801, 8676736387298001, 83314021887196947001, 799981229484128697805801… (последовательность A036353 в OEIS